# 공주와 해적
공주와 해적(The Princess and the Pirate)은 미국에서 제작된 데이빗 버틀러 감독의 1944년 모험, 코미디, 멜로/로맨스 영화이다. 밥 호프 등이 주연으로 출연하였다.

## 출연

### 주연
- 밥 호프
- 버지니아 메이요

### 조연
- 월터 브레넌
- 발터 슬레작
- 빅터 매클래글렌
- 톰 케네디

## 제작진
- 프로듀서: 사무엘 골드윈